# دونالد ا. کروسبی
دونالد ا. کروسبی (انگلیسی: Donald A. Crosby؛ زادهٔ ۷ آوریل ۱۹۳۲) فیلسوف در زمینهٔ متافیزیک، عمل گرایی آمریکا، فلسفه طبیعت، اگزیستانسیالیسم و فلسفه دین. اهل ایالات متحده آمریکا است.